# Tweede brief van Clemens
De tweede brief van Clemens (kortweg: Clemens 2) is een vroeg-christelijk geschrift. Ondanks de naam handelt het hier niet om een brief maar veeleer om een preek. Ofschoon toegeschreven aan paus Clemens I (92-101) toont een vergelijking tussen de 1 en 2 Clemens aan dat de "brief" niet van dezelfde auteur kan zijn. Vanwege het vermeende auteurschap van Clemens, een tijdgenoot van de apostelen, wordt 2 Clemens gerekend tot de apostolische vaders.

## Taal
De brief is geschreven in Koinè-Grieks; de hellenistische omgangstaal in het oostelijke deel van het Romeinse Rijk.

## Auteurschap
2 Clemens is een anoniem geschrift. Traditioneel wordt 2 Clemens evenwel toegeschreven aan paus Clemens I die aan het einde van de eerste eeuw aan de leiding stond van de parochie (kerkelijke gemeente) van Rome. Deze hypothese roept echter wat problemen op. 1) Vergelijkt men 1 en 2 Clemens met elkaar dan zijn de verschillen in stijl, taalgebruik etc. dusdanig dat beide geschriften niet van de hand van één schrijver kunnen zijn. 2) Eusebius van Caesarea (derde eeuw), de eerste kerkhistoricus, meldt dat er van Clemens maar één brief is overgeleverd (Eusebius: Kerkgeschiedenis III.16; III.38).

## Datering
De tweede brief van Clemens wordt gewoonlijk gedateerd aan het einde van de eerste en het begin van de tweede eeuw. Dr. Klijn acht het moeilijk om in te schatten wanneer 2 Clemens is geschreven. Hij houdt het op de tweede helft van de tweede eeuw.

## Inhoud
2 Clemens roept bekeerlingen uit het heidendom op om een leven te leiden naar God's geboden (cap. 1 en 2; vgl. 3,4, cap. 4). De schrijver citeert veelvuldig uit de Heilige Schrift (Oude Testament) (2,1 = Jes. 54,1; 14,1 = Jer. 7,11; 27,4 = Jes. 66,18; etc.), daarnaast zijn er tal van zinspelingen op Oudtestamentische teksten. Interessant is dat de schrijver geschreven evangeliën kent: in 2,4 citeert hij uit Marcus 2,17 par.: "... schriftplaats zegt: 'Ik ben niet gekomen om rechtvaardigen te roepen, maar zondaar.' " Hij kent niet alleen canonieke evangeliën maar ook apocriefe evangeliën. Zo citeert hij in 5,2-4 uit een apocrief geschrift en zinspeelt hij in 12,5 op een tekst uit het Evangelie volgens de Egyptenaren.

## Bron
- De citaten uit 2 Clemens zijn afkomstig uit: Dr. A.F.J. Klijn: Boeken bij de Bijbel: Apostolische Vaders 2 - I en II Clemens en het Onderwijs van de Twaalf Apostelen, Bosch & Keuning, Baarn 1967, pp. 70-91

## Verwijzingen
Apologie van Quadratus · Brief aan Diognetus · 1 Clemens · 2 Clemens · Didachè · Herder van Hermas · Zeven brieven van Ignatius · Fragmenten van Papias · Martyrium Polycarpi · Brief van Polycarpus aan de Filippenzen